# Hypselodoris sagamiensis
Hypselodoris sagamiensis is een slakkensoort uit de familie van de Chromodorididae. De wetenschappelijke naam van de soort is voor het eerst geldig gepubliceerd in 1949 door Baba.